# Carmelo Díaz Fernández
Carmelo Díaz Fernández là nhà báo và nhà bất đồng chính kiến người Cuba. Ông là biên tập viên của "Cuban Independent Trade Union Press Agency" (Hãng thông tấn Công đoàn độc lập Cuba), ủy viên Ban chấp hành "Hội đồng hợp nhất thợ thuyền Cuba" (Unitary Council of Cuban workers) và chủ tịch "Công đoàn Kitô giáo" (Christian Trade Union) bị cấm hoạt động.
Chính quyền Cuba đã bắt ông trong vụ mùa Xuân đen năm 2003 và xử phạt ông 15 năm tù.
Năm 2004 ông được phóng thích trước thời hạn, vì sức khỏe suy sụp.